# Buzz (bateau)
Pour les articles homonymes, voir Buzz.
Le Buzz est une classe de dériveur dessinée par l'architecte I. Howlet.
C'est un dériveur de sport composé d'une carène planante et d'une voilure puissante. Son spi asymétrique (17,40 m2) sur avaleur est parfaitement adapté pour des départs au planing par faible vent.